# Veterinarski glasnik
 (mars 2019).
Veterinarski Glasnik est une revue scientifique de médecine vétérinaire qui paraît depuis 1904.

## A propos de la revue
Veterinarski Glasnik est une revue destinée au développement et à la diffusion des connaissances scientifiques en médecine vétérinaire et matières académiques connexes. La revue dispose d’une longue tradition de parution avec toutefois des changements de nom, d’éditeur et de rédacteur en chef. Veterinarski Glasnik publie des travaux de recherche, des articles, des synthèses, des communiqués, des études de cas et des lettres au rédacteur. Veterinarski Glasnik est publié en anglais, avec des résumés en anglais et en serbe, deux fois par an, sur le principe du libre accès permettant une meilleure visibilité de l’article.
Les instructions concernant la préparation et la soumission des textes, les procédures de relecture des textes et toutes autres informations sont disponibles sur le site de la revue. Le site guidera, pas à pas, les auteurs dans le processus de soumission des textes. L’éditeur de la revue est l’Université de Belgrade, Faculté de médecine vétérinaire.

## Périodicité de la revue
La revue paraît 12 fois par an (soit tous les mois) jusqu’en 1998, puis à partir de 1999, ne paraît qu’une fois tous les deux mois. À la suite d'un changement de politique éditoriale et le passage à la langue anglaise en 2017, Veterinarski Glasnik paraît deux fois par an.

## Des thèmes
- Médecine vétérinaire
- Anatomie
- Histologie
- Endocrinologie
- Physiologie
- Biochimie
- Biologie moléculaire
- Microbiologie
- Immunologie
- Pharmacologie
- Parasitologie
- Pathologie
- Chirurgie
- Reproduction animale
- Maladies internes
- Maladies infectieuses,
- Hygiène et technologie aliments d'origine animale
- Zoohigene
- Découverte et bien-être animal
- Médecine vétérinaire judiciaire

## Indexation
- DoiSerbia [2]
- SCIndeks [3]
- DOAJ [4]
- EBSCO
- CABI